# 富庆省
富庆省（越南语：／），是1975年至1989年间位于越南南中部的省份，省莅在芽庄市，今属富安省和庆和省。

## 地理
富庆省北接义平省，西接嘉莱-崑嵩省和多乐省，南接顺海省，东临南海。

## 历史
1975年10月29日，富安省、庆和省合并为富庆省，万宁县和宁和县合并为庆宁县，延庆县和永昌县部分区域合并为庆昌县，永庆县和永山县部分区域合并为庆永县，永山县其余部分并入庆山县，山和县和馨江县合并为西山县。
富庆省省莅在芽庄市社，下辖芽庄市社、绥和市社2市社和金兰县、同春县、庆宁县、庆山县、庆永县、庆昌县、西山县、绥安县、绥和县9县。
1977年3月10日，越南政府调整富庆省行政区划。庆山县并入金兰县，庆昌县和庆永县合并为延庆县，绥安县、同春县和西山县4社合并为春安县，绥和市社并入绥和县，芽庄市改制为芽庄市社，永昌县7社并入芽庄市。
1978年9月22日，绥和县析置绥和市社，春安县分设同春县和绥安县，原春安县3社划归西山县。
1979年3月5日，庆宁县分设为宁和县和万宁县。
1981年月日，绥和县6社划归绥和市社管辖。
1982年12月28日，越南国会将长沙县从同奈省划归富庆省。
1984年12月27日，西山县分设为馨江县和山和县。
1985年6月27日，金兰县析置庆山县，延庆县析置庆永县，同春县析置虬江县。
1988年时，富庆省下辖芽庄市、绥和市社和金兰县、延庆县、同春县、庆山县、庆永县、宁和县、山和县、虬江县、馨江县、长沙县、绥安县、绥和县和万宁县13县。
1989年6月30日，越南国会通过决议，撤销富庆省，恢复富安省和庆和省。富安省下辖绥和市社和同春县、山和县、虬江县、馨江县、绥安县和绥和县6县；庆和省下辖芽庄市和金兰县、延庆县、庆山县、庆永县、宁和县、长沙县和万宁县7县。

## 行政区划
1988年，富庆省下辖1市1市社13县。
- 芽庄市
- 绥和市社
- 金兰县
- 延庆县
- 同春县
- 庆山县
- 庆永县
- 宁和县
- 山和县
- 虬江县
- 馨江县
- 长沙县
- 绥安县
- 绥和县
- 万宁县